# Hyacinthe Jadin
Hyacinthe Jadin (Versalles, 27 d'abril de 1776 - París, 27 de setembre de 1800) fou un compositor i pianista francès d'una nissaga de músics originària dels Països Baixos austríacs.
El seu pare Francesc va ser baixó, el seu oncle Joan treballava a la Capella Reial dels Habsburg a Brussel·les, i el seu germà Louis-Emmanuel també era compositor. Malgrat la seva curta vida (morí amb 24 anys), va compondre una estimable quantitat d'obres musicals de gran qualitat per les que se'l considera un dels més originals compositors del preromanticisme francès.
El 1795 fou nomenat professor de piano del Conservatori de París i deixà nombroses obres entre elles 14 quartets; 6 trios per a arc; 4 concerts per a piano; 5 concerts per a violí; així com nombroses fantasies.